# Konkordijin tempelj, Agrigento
Konkordijin tempelj (italijansko Tempio della Concordia, grško Ναός της Ομονοιας) je starogrški tempelj Magna Graecia v Valle dei Templi (Dolina templjev) v Agrigentu (grško Ακραγας, Akragas) na južni obali Sicilije, Italija. Je največji in najbolje ohranjen dorski tempelj na Siciliji in eden najbolje ohranjenih grških templjev nasploh, zlasti dorskega reda. Je kilometer vzhodno od Heraklejevega templja.

## Opis
Tempelj je bil zgrajen ok. 440–430 pr. n. št.. Dobro ohranjen peristil s šestimi krat trinajstimi stebri stoji na krepidomu s štirimi stopnicami (meri 39,42 m × 16,92 m , in je visok 8,93 m. Cela meri 28,36 m × 9,4 m. Stebri so visoki 6 m in izrezljani z dvajsetimi žlebovi in harmoničnimi entazi (zoženi na vrhovih stebrov in napihnjeni okoli sredine).
Zgrajen je tako kot bližnji Junoin tempelj na trdni podlagi, ki je zasnovana tako, da premaguje neravnine skalnatega terena. Konvencionalno je dobil ime po Koncordiji, rimski boginji harmonije, zaradi latinskega napisa iz rimskega obdobja, najdenega v bližini, ki ni povezan z njim.
Če bi bil še vedno v uporabi do 4. in 5. stoletja, bi bil med preganjanjem poganov v poznem Rimskem cesarstvu zaprt. Tempelj je v 6. stoletju spremenil v krščansko baziliko, ki jo je posvetil apostoloma Petru in Pavlu San Gregorio delle Rape, škof v Agrigentu, in je tako preživel uničenje poganskih krajev čaščenja. Prostori med stebri so bili zapolnjeni z zidom, kar je spremenilo njegovo klasično grško obliko. Delitev med celo, glavnim prostorom, kjer bi v antiki stal kultni kip, in opistodomom, sosednjo sobo, je bila uničena, stene cele pa so bile razrezane v niz lokov vzdolž ladje. Krščanske prenove so bile med obnovo leta 1785 odstranjene. Po drugem viru je princ Torremuzza oltar prenesel drugam in leta 1788 začel obnovo klasične stavbe.
Po mnenju avtorjev članka iz leta 2007 je »poleg Partenona najbolje ohranjen dorski tempelj na svetu«.

## Galerija
- Pogled na Concordov tempelj v Agrigentumu Charlesa Gorea (1777)
- Pogled na Girgenti na Siciliji s Concordovim templjem in Junono, avtor Charles Lock Eastlake (c. 1818)
- Konkordijin tempelj, leseno gravirana grafika (ok. 1885)
- Konkordijin tempelj, Girgenti, William Henry Goodyear (1895)
- Tempelj ob morju, Joseph Pennell (1913)
- okoli 1888